# Harold Gilbert Saville

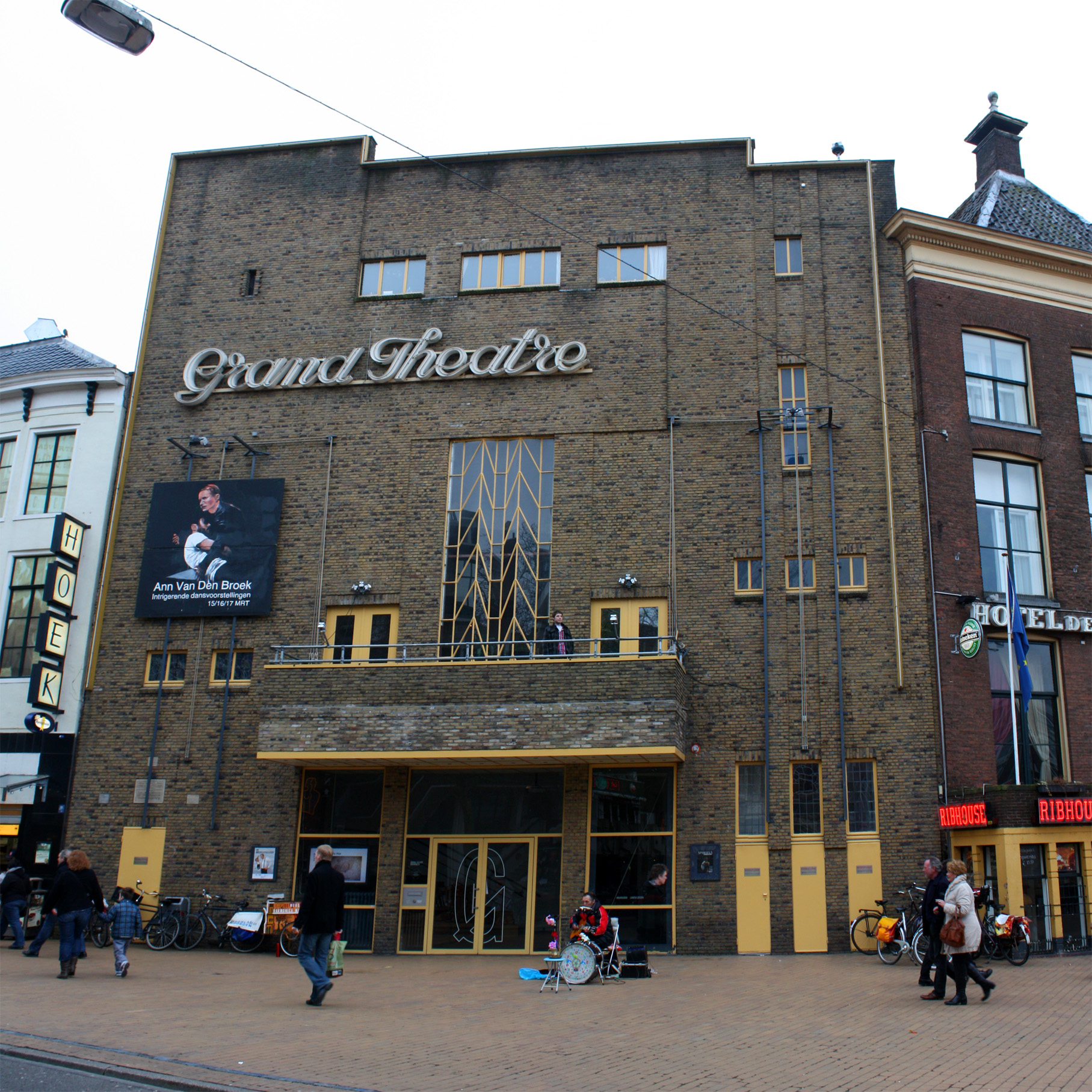
Het door Saville ontworpen Grand Theatre aan de Grote Markt in Groningen (2012)

Harold Gilbert Saville (Solingen, 23 november 1881 – Ter Apel, 11 oktober 1973), in vakliteratuur vaak G. Saville genoemd, was een in Duitsland geboren architect van Engelse afkomst, die het grootste deel van zijn leven in Nederland werkzaam was.

## Duitse periode
Saville werd geboren als zoon van George Saville en Theresa Emeline Flint. Hij werkte in Solingen als architect, tot hij na het uitbreken van de Eerste Wereldoorlog werd geïnterneerd in Ruhleben, een buurt van Berlijn, waar de lokale paardenrenbaan was ingericht als interneringskamp voor hoofdzakelijk Engelse burgers. In april 1918 kwam hij in het toen neutrale Nederland terecht.

## Nederlandse periode
In Groningen vestigde Saville zich als architect en gaf les in bouwkundig tekenen, perspectief en aquarelschilderen. In eerstgenoemde functie ontwierp hij onder meer verschillende fabrieken en de bioscoop Grand Theatre (1929), aan de Grote Markt. Voor de Groninger loge L'Union Provinciale, waarvan hij lid was, ontwierp hij een tempel, nadat de tempel van het ontwerp van Mulock Houwer door de nazi's verwoest was. Het ontwerp van Saville is uitgevoerd in 1950 in het logegebouw aan de Turfsingel 77 en kort voor de sloop opnieuw uitgevoerd in 1992 in het huidige Logegebouw van Vrijmetselaren. Naast de vrijmetselarij was Saville lid van de Bond van Groninger Architecten (BGA). Ook was hij lid van de Bond van Nederlandse Architecten. Vanuit dat lidmaatschap protesteerde hij in 1953 met een achttal medeleden tegen de omstreden aanbouw met luchtbrug van het Groninger stadhuis.

## Werken (selectie)
- Jaren 20: De complexmatige particuliere woningbouw aan de Oostersingel tussen de Walstraat en de W.A. Scholtenstraat te Groningen[9]
- 1929: Huize Rabenhaupt, Groningen[10]
- 1929: Confectieatelier Menco & Co (1978-2003: Volkenkundig Museum Gerardus van der Leeuw), Groningen[11][12]
- 1929: Grand Theatre, Groningen[13]
- 1937: Herenkledingfabriek C.E. Grol en Zonen, Groningen[14]
- 1950: Tempel voor de loge L'Union Provinciale